# Lestoideidae
Lestoideidae – rodzina ważek z podrzędu równoskrzydłych (Zygoptera).
Do rodziny tej zalicza się dwa siostrzane rodzaje: Lestoidea i Diphlebia. Oba rodzaje mają podobny ogólny plan użyłkowania i budowy larw. Różnią się jednak gęstością użyłkowania. Każdy z rodzajów zaliczany jest do własnej podrodziny. Wszystkie gatunki są endemitami Australii.
Zalicza się tu w sumie 9 gatunków:
Podrodzina: Diphlebiinae Heymer, 1975
- Diphlebia Selys, 1869
  - Diphlebia coerulescens Tillyard, 1913
  - Diphlebia euphoeoides Tillyard, 1907
  - Diphlebia hybridoides Tillyard, 1912
  - Diphlebia lestoides (Selys, 1853)
  - Diphlebia nymphoides Tillyard, 1912

Podrodzina: Lestoideinae Munz, 1919
- Lestoidea Tillyard, 1913
  - Lestoidea barbarae Watson, 1967
  - Lestoidea brevicauda Theischinger, 1996
  - Lestoidea conjuncta Tillyard, 1913
  - Lestoidea lewisiana Theischinger, 1996

Klasyfikowany czasem w tej rodzinie Chorismagrion risi jest przez część systematyków zaliczany do rodziny Synlestidae lub wydzielany do odrębnej rodziny Chorismagrionidae.